# أميليا توليدو
أميليا توليدو (بالبرتغالية: Amelia Toledo‏) هي نحّاتة ورسامة ورسامة توضيحية وفنانة برازيلية، ولدت في 7 ديسمبر 1926 في ساو باولو في البرازيل، وتوفيت في 7 نوفمبر 2017.

## وصلات خارجية
- الموقع الرسمي